# Marolče
Marolče je naselje v Občini Ribnica.